# Repercussões dos ataques de 11 de setembro na segurança dos aeroportos
Após os ataques de 11 de setembro, houve um chamado imediato à ação em relação ao estado das medidas de segurança da aviação, pois os sequestradores envolvidos no 11 de setembro conseguiram passar com sucesso pela segurança e assumir o comando do avião. As medidas de segurança existentes sinalizaram mais da metade dos 19 sequestradores em 11 de setembro, no entanto, eles foram liberados para embarcar no avião porque suas malas não continham explosivos.  Nos meses e anos que se seguiram ao 11 de setembro de 2001, a segurança em muitos aeroportos em todo o mundo foi reformada para deter planos terroristas semelhantes. 

## Mudanças na segurança do aeroporto
Antes de 11 de setembro de 2001, a triagem do aeroporto era fornecida nos EUA por empresas de segurança privada contratadas pela companhia aérea ou aeroporto. Em novembro de 2001, a Administração de Segurança de Transportes (TSA) foi introduzida para assumir todas as funções de segurança nos aeroportos.  A Administração de Segurança de Transportes (TSA) aumentou o número de agentes de segurança empregados de 16.200 para 56.000 e aumentou sua remuneração. Além disso, reformaram a formação desses agentes. Antes do 11 de setembro, a equipe de segurança era geralmente subtreinada com um tempo de treinamento relatado de 12 horas antes do 11 de setembro; depois, esse treinamento foi aumentado para mais de 100 horas. 
Eles também implementaram testes de verificação do treinamento projetando imagens de objetos proibidos em máquinas para ver se os trabalhadores seriam capazes de identificá-los.  O processo real de triagem de segurança também foi revisado após o 11 de setembro. A verificação prévia dos passageiros tornou-se padrão  e a porcentagem de bagagem rastreada quanto a explosivos aumentou de aproximadamente 5% para 100%.  Em alguns países, por exemplo, Suécia, Noruega e Finlândia, não houve ou houve apenas verificações de segurança aleatórias para voos domésticos em 2001 e antes disso.  
Em ou rapidamente após o 11 de setembro, foram tomadas decisões para introduzir verificações de segurança completas no local. Foi imediatamente implementado sempre que possível, mas levou de um a dois anos para ser implementado em todos os lugares, já que os terminais muitas vezes não estavam preparados com espaço para isso. A Administração de Segurança de Transportes (TSA) também introduziu mudanças nos próprios aviões, incluindo portas de cabine à prova de balas e trancadas e marechais de ar que se tornaram padrão em aeronaves comerciais de passageiros. 

### Segurança aprimorada em aeronaves
As portas do cockpit em muitas aeronaves são reforçadas e à prova de balas para impedir o acesso não autorizado.  Os passageiros estão agora proibidos de entrar no cockpit durante o voo. Algumas aeronaves também são equipadas com câmeras do tipo CFTV, para que os pilotos possam monitorar a atividade da cabine. Os pilotos agora podem portar armas de fogo, mas devem ser treinados e licenciados. Nos EUA, mais agentes aéreos foram colocados em voos para melhorar a segurança. 

### Triagem de segurança aprimorada
Em 11 de setembro, os sequestradores Khalid al-Mihdhar, Majed Moqed e Nawaf al-Hazmi acionaram o detector de metais. Apesar de serem escaneados com um detector portátil, os sequestradores foram passados. Mais tarde, imagens de câmeras de segurança mostraram que alguns sequestradores tinham o que pareciam ser cortadores de caixa presos em seus bolsos traseiros.  Cortadores de caixa e facas pequenas semelhantes eram permitidos a bordo de certas aeronaves na época.
A triagem nos postos de controle dos aeroportos foi significativamente reforçada desde 2001, e o pessoal de segurança está mais bem treinado para detectar armas ou explosivos. Além dos detectores de metal padrão, muitos aeroportos dos EUA agora empregam máquinas de varredura de corpo inteiro , nas quais os passageiros são examinados com tecnologia de ondas milimétricas para verificar possíveis armas ou explosivos ocultos em suas pessoas. Inicialmente, os primeiros scanners corporais provocaram bastante controvérsia porque as imagens produzidas pelas máquinas eram consideradas gráficas e intrusivas. Muitos consideraram isso uma invasão de privacidade pessoal, pois as telas da Administração de Segurança de Transportes (TSA) foram essencialmente mostrados uma imagem do corpo nu de cada passageiro. Desde então, foram introduzidos scanners corporais mais novos que não produzem uma imagem, mas alertam os rastreadores da Administração de Segurança de Transportes (TSA) sobre áreas do corpo onde um item ou substância desconhecida pode estar escondido. Um rastreador de segurança da Administração de Segurança de Transportes (TSA) inspeciona a(s) área(s) indicada(s) manualmente. 

### Verificações de identificação
Em 11 de setembro, alguns sequestradores não tinham identificação adequada, mas foram autorizados a embarcar por estarem em aeronaves domésticas. Após o 11 de setembro, todos os passageiros com 18 anos ou mais agora devem ter uma identificação válida emitida pelo governo para voar. Os aeroportos podem verificar a identidade de qualquer passageiro (e membro da equipe) a qualquer momento para garantir que os detalhes da identidade correspondam aos do cartão de embarque impresso. Somente em circunstâncias excepcionais um indivíduo pode voar sem um documento de identidade válido. Se aprovado para voar sem documento de identidade, o indivíduo estará sujeito a uma triagem extra de sua pessoa e de sua bagagem de mão. a Administração de Segurança de Transportes não tem a capacidade de realizar verificações de antecedentessobre passageiros nos postos de controle. Áreas sensíveis em aeroportos, incluindo rampas de aeroportos e espaços operacionais, são restritas ao público em geral. Chamado de SIDA (Área de Exibição de Identificação de Segurança) nos EUA, esses espaços exigem qualificações especiais para entrar. 
Um regulamento da União Européia exigia que as companhias aéreas se certificassem de que a pessoa que embarcaria na aeronave fosse a mesma pessoa que despachou sua bagagem;  isso foi implementado através da verificação da identificação de um indivíduo tanto no check-in da bagagem quanto no embarque. Alguns países também usam impressões digitais de viajantes ou usam a digitalização de retina e íris para ajudar a detectar possíveis criminosos. 

## Críticas
No que diz respeito ao acidente do voo 9525 da Germanwings em 2015, um suicídio do piloto em que o capitão não conseguiu recuperar o acesso ao convés de voo, alguns afirmaram que os recursos de segurança adicionados aos aviões comerciais após o 11 de setembro realmente funcionam contra a segurança desses aviões. 

### Processos judiciais
Em 2003, John Gilmore processou a United Airlines, a Southwest Airlines e o então procurador-geral dos EUA John Ashcroft , argumentando que exigir que os passageiros apresentem identificação antes de embarcar em voos domésticos equivale a um passaporte interno e é inconstitucional.  Gilmore perdeu o caso, conhecido como Gilmore v. Gonzales, e um recurso para a Suprema Corte dos Estados Unidos foi negado. 